# Bomlitz (gmina)
Bomlitz – dawna gmina samodzielna (niem. Einheitsgemeinde) w Niemczech, w kraju związkowym Dolna Saksonia, w powiecie Heidekreis. 1 stycznia 2020 teren gminy włączono do miasta Walsrode i tym samym gmina stała się jego dzielnicą.

## Współpraca
- Blainville-sur-Orne, Francja
- Kępice, Polska